# Mondkrabben
Die Mondkrabben (Matutidae) sind eine Familie der Krabben (Brachyura), die zusammen mit den Boxerkrabben (Calappidae) die Überfamilie der Calappoidea bilden. Sie werden den modernen Krabben (Eubrachyura) zugeordnet, was auf einige abgeleitete Merkmale in ihrer Anatomie und Fortpflanzung hinweist.

## Merkmale
Die Vertreter der Mondkrabben haben einen in der Regel kreisförmigen Rückenschild (Carapax), in der Regel mit einem mehr oder weniger ausgeprägten, kräftigen Seitenstachel an der Verbindung von vorderem und hinterem Seitenrand ausgestattet. Die Vorderseite ist schmal.
Die Antennen sind klein. Das dritte Maxilliped (Mxp3) ist dreieckig geformt und bedeckt den vorderen Teil der Mundhöhle vollständig sowie den Taster, wenn er eingefaltet ist. Der äußere Ast (Exopodit) ist scharf dreieckig geformt, ein fadenförmiger Fortsatz (Flagellum) fehlt. Die Laufbeine P2 bis P5 sind schwimmfähig, ihre Endglieder (Dactyli) sind mehr oder weniger spitz und schmal zulaufend und somit lanzettförmig geformt, wobei das fünfte Beinpaar (P5) breiter und eher spatelartig ist.
Das Sternum, also die Brustplatte des Thorax, ist leicht vergrößert, wobei nur die Naht zwischen den Segmenten S4 und S5 nicht durchgehend und unterbrochen ist. Die sterno-pleonale Höhlung, in der der Hinterleib eingeklappt wird, nimmt nur einen kleinen Teil des vierten Sternalsegments (S4) ein. Beim Männchen sind die Pleon-Segmente 3 bis 5 miteinander verschmolzen. Der erste Gonopod (G1) des Pleon ist kräftig gebaut und verlängert, er läuft spitz zu und ist an der Spitze abgerundet. Der zweite Gonopod (G2) ist dünn, länger als G1 und besitzt ein fadenförmiges Flagellum, das unterschiedlich geformt und eingerollt, gebogen oder hakenförmig ausgeprägt sein kann.

## Lebensweise

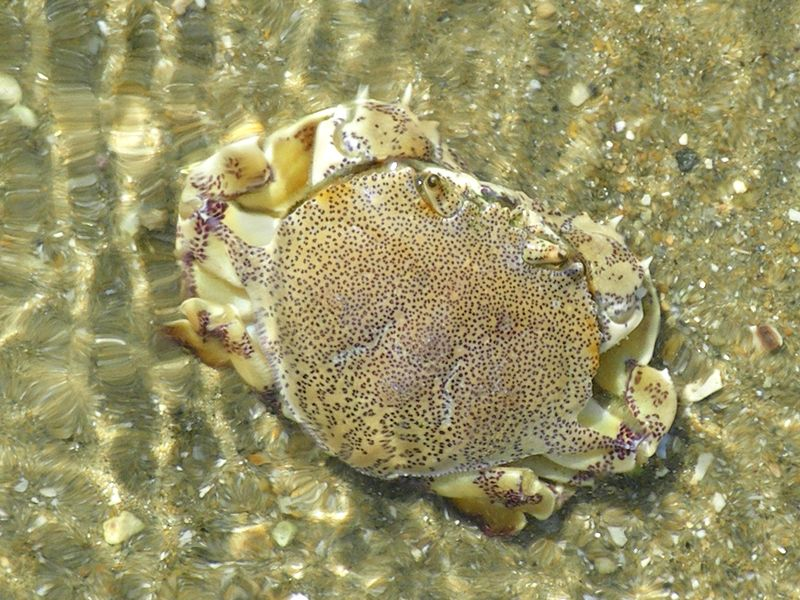
Ashtoret lunaris in Nagasaki

Die Arten der Mondkrabben sind freilebend und kommen sowohl in flachen wie auch in tieferen Gewässern vor.
Einzelne Arten der Mondkrabben treten als Neozoen in Lebensräumen abseits ihrer ursprünglichen Verbreitungsgebiete in Erscheinung. Die trifft vor allem für Matuta victor sowie Ashtoret lunaris zu, die beide eine ursprüngliche Verbreitung in asiatischen Gewässern haben und heute auch im Mittelmeer gefunden werden können. Während Ashtoret lunaris nur vereinzelt nachgewiesen werden konnte, breitet sich vor allem die vor 2013 über den Suezkanal in die israelischen Küstengebiete eingewanderte Mondkrabbe Matuta victor zunehmend nach Westen aus und wurde mittlerweile sowohl in türkischen wie auch in griechischen Mittelmeergebieten nachgewiesen.

## Systematik

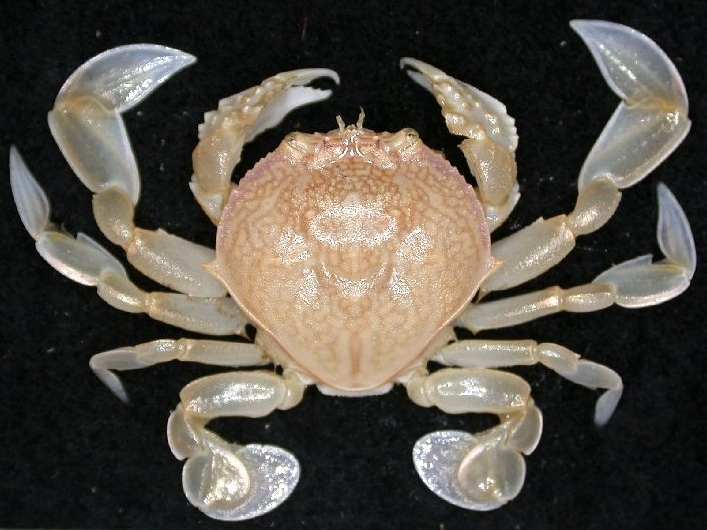
Izanami curtispina

Die Mondkrabben wurden 1835 von dem niederländischen Zoologen und Kurator Wilhem de Haan am Rijksmuseum van Natuurlijke Historie in Leiden erstmalig wissenschaftlich beschrieben. Sie wurden lange als Unterfamilie Matutinae innerhalb der Familie der Calappidae betrachtet, werden in neueren Arbeiten jedoch aus diesen ausgelagert und als eigenständige Familie geführt. Auch die nahe Verwandtschaft zu den dort verbliebenen Boxerkrabben wird teilweise angezweifelt und ist entsprechend unklar.
In der Familie werden 15 Arten in vier rezenten Gattungen unterschieden:
- Ashtoret Galil & P. F. Clark, 1994
- Izanami Galil & P. F. Clark, 1994
- Matuta Weber, 1795
- Mebeli Galil & P. F. Clark, 1994

Dazu kommen vier ausgestorbene Gattungen mit zwölf Arten, die durch Fossilien bekannt sind:
- Hemsut Feldmann, Schweitzer, Bennett, Franţescu, Resar & Trudeau, 2011
- Matutites Blow & Manning, 1996
- Pseudohepatiscus Blow & Manning, 1996
- Szaboa Müller & Galil, 1998

Die ausgestorbene Gattung Eomatuta De Angeli & Marchiori, 2009 wurde in die Familie Arabicarcinidae gestellt.

## Belege
1. 1 2 3 4  Peter J. F. Davie, Danièle Guinot, Peter K. L. Ng: Systematics and Classification of the Brachyura. In: P. Castro, P. J. F. Guinot Davie, F. R. Schram, J. C. von Vaupel Klein (Hrsg.): The Crustacea. Band 2. Koninklijke Brill NV, Leiden 2015, S. 1071–1072.
2. ↑  Bella S. Galil, Moti Mendelson: A record of the moon crab Matuta victor (Fabricius, 1781) (Crustacea; Decapoda; Matutidae) from the Mediterranean coast of Israel. BioInvasions Records 2 (1), 2013; S. 69–71. doi:10.3391/bir.2013.2.1.12.
3. ↑  C. Türeli, T. Leba: Some Biological Characteristics of the Invasive Moon Crab Matuta victor (Fabricius, 1781) (Crustacea: Decapoda: Matutidae) in Karataş Coasts (Adana, Türkiye). Çanakkale Onsekiz Mart University Journal of Marine Sciences and Fisheries, 6(2), 2023, S. 137–146. doi:10.46384/jmsf.1373531.
4. ↑  Gerasimos Kondylatos, Maria Corsini-Foka, Emanouil Perakis: First record of the isopod Idotea hectica (Pallas, 1772) (Idoteidae) and of the brachyuran crab Matuta victor (Fabricius, 1781) (Matutidae) in the Hellenic waters. Mediterranean Marine Science 19 (3); S. 656–661. doi:10.12681/mms.18106.
5. ↑  Gianna Innocenti, Gianluca Stasolla, Moti Mendelson, Bella S. Galil: Aggressive, omnivorous, invasive: the Erythraean moon crab Matuta victor (Fabricius, 1781) (Crustacea: Decapoda: Matutidae) in the eastern Mediterranean sea. Journal of Natural History 51 (35–36), 20. August 2017, S. 2133–2142. doi:10.1080/00222933.2017.1363305.
6. 1 2  Peter K. L. Ng, Danièle Guinot, Peter J.F. Davie: Systema Brachyurorum: Part I. An annotated checklist of extant brachyuran crabs of the world. Raffles Bulletin of Zoology, Supplement No. 17, 2008: 1–286; hier S. 50–51. (Volltext)
7. ↑  Sammy De Grave, N. Dean Pentcheff, Shane T. Ahyong, Tin-Yam Chan, Keith A. Crandall, Peter C. Dworschak, Darryl L. Felder, Rodney M. Feldmann, Charles H. J. M. Fransen, Laura Y. D. Goulding, Rafael Lemaitre, Martyn E. Y. Low, Joel W. Martin, Peter K. L. Ng, Carrie E. Schweitzer, S. H. Tan, Dale Tshudy, Regina Wetzer: A classification of living and fossil genera of decapod crustaceans. Raffles Bulletin of Zoology, Supplement No. 21, 2009: 1–286; hier S. 30. (Volltext)
8. 1 2  DecaNet (Hrsg.): Matutidae De Haan, 1835. In: World Register of Marine Species, abgerufen am 3. Juni 2025.